# 돌아오는 영혼
"돌아오는 영혼"는 한국에서 제작된 이창근 감독의 1934년 영화이다. 박봉운 등이 주연으로 출연하였고 이창근 등이 제작에 참여하였다.

## 출연

### 주연
- 박봉운
- 고만호
- 이화봉
- 나성